# James Sikking
James Sikking, właśc. James Barrie Sikking (ur. 5 marca 1934 w Los Angeles, zm. 13 lipca 2024 tamże) – amerykański aktor.
Odtwórca roli porucznika Howarda Huntera w serialu policyjnym NBC Posterunek przy Hill Street (1981–1987), za którą w 1984 był nominowany do nagrody Emmy.

## Życiorys
Urodził się w Los Angeles w Kalifornii jako syn Sue (z domu Paxton) i Andy’ego Sikkingów. Jego matka była współzałożycielką Kościoła Jedności Unity-by-the-Sea w Santa Monica. Wychowywał się z trójką rodzeństwa – dwoma braćmi – Tomem i Artem oraz siostrą Joy. W 1959 ukończył UCLA. Uczęszczał na Uniwersytet Hawajski i UC Santa Barbara, gdzie występował w przedstawieniach teatralnych.
Zadebiutował na scenie w komedii muzycznej Damn Yankees. Pojawił się także w The Big Knife, Apartament Plaza i Walc Toreadorów. Debiutował na ekranie w roli sierżanta Unii w westernie Rogera Cormana Five Guns West (1955) z Dorothy Malone.
Od 19 września 1989 do 24 marca 1993 grał postać życzliwego, ale rozsądnego lekarza Davida Howsera, ojca 16–letniego chirurga (Neil Patrick Harris) w serialu medycznym ABC Doogie Howser, lekarz medycyny. W latach 1993–1994 występował w roli Waltera w sztuce Arthura Millera Cena w Arena Stage w Waszyngtonie.
19 maja 1953 zawarł związek małżeński z Mary Roanne Blakeman. W 1956 doszło do rozwodu. 1 września 1962 poślubił Florine Helen Caplan, autorkę książek kucharskich. Mieli trójkę dzieci.
Zmarł 13 lipca 2024 w swoim domu w Los Angeles z powodu powikłań związanych z demencją w wieku 90 lat.

## Filmografia

### Filmy
- 1965: Ekspres von Ryana jako sierżant związkowy (niewymieniony w czołówce)
- 1967: Zbieg z Alcatraz jako najemnik
- 1969: Charro! jako artylerzysta
- 1971: Ucieczka z Planety Małp jako oficer w sterowni (niewymieniony w czołówce)
- 1972: Nowi centurionowie jako sierżant Anders
- 1972: Siedmiu wspaniałych nadjeżdża jako kapitan Andy Hayes
- 1973: Skorpion jako Harris
- 1978: Koziorożec 1 jako człowiek z pokoju kontrolnego
- 1980: Zwyczajni ludzie jako Ray
- 1980: Konkurs jako Brudenell
- 1981: Odległy ląd jako sierżant Montone
- 1984: Star Trek III: W poszukiwaniu Spocka jako kapitan Styles
- 1989: W 80 dni dookoła świata jako Jenks
- 1992: Szokujące wyznanie (Doing Time on Maple Drive) jako Phil Carter
- 1993: Raport Pelikana jako dyrektor FBI Denton Voyles
- 1995: Szept serca (Mimi o sumaseba) jako generał Douglas MacArthur
- 2005: Miłosna zagrywka (Fever Pitch) jako Doug Meeks
- 2008: Moja dziewczyna wychodzi za mąż (Made of Honour) jako wielebny Foote

### Seriale
- 1963: Po tamtej stronie jako porządkowy
- 1963: Rawhide jako Luke Harger
- 1963: Combat! jako amerykański jeniec Lyles
- 1964: Ścigany jako Leonard Taft
- 1964: Po tamtej stronie jako botanik
- 1965: Ścigany jako Bert
- 1965: Ścigany jako zastępca Marsha
- 1967: Bonanza jako Jack Rimbau
- 1968: Bonanza jako Kevin Maco
- 1970: Mission: Impossible jako Corrigan
- 1970: Mannix jako Mark Langdon
- 1971: Ironside jako oficer druku głosowego Jay
- 1972: Mission: Impossible jako Wilson
- 1973: M*A*S*H jako urzędnik skarbowy
- 1973: Ulice San Francisco jako major Frank Kramer, lekarz armii amerykańskiej
- 1973: Mannix jako Sketchley
- 1973–1976: Szpital miejski jako dr James Hobart
- 1974: Columbo – odc. „Publikuj albo zgiń” jako policjant w biurze
- 1976: Pogoda dla bogaczy jako Matthew Downey
- 1977: Domek na prerii jako pan Franklin
- 1977: Aniołki Charliego jako Frisch
- 1978: Starsky i Hutch jako Ted McDermott
- 1978: Hawaii Five-O jako Oscar Ross
- 1978: Aniołki Charliego jako Lawrence Wellman
- 1981–1987: Posterunek przy Hill Street jako Howard Hunter
- 1986: Prawnicy z Miasta Aniołów jako gość na imprezie
- 1986: Who’s the Boss? jako Korneliusz
- 1986: Detektyw Hunter jako Jack Small
- 1989–1993: Doogie Howser, lekarz medycyny jako dr David Howser
- 1999: Batman przyszłości jako Harry (głos)
- 2000: Batman przyszłości jako brygadzista (głos)
- 2004: Pohamuj entuzjazm jako Jim Remington
- 2012: Podkomisarz Brenda Johnson jako sędzia Edward Crosby